# Deutsche Cadre-47/2-Meisterschaft 1967/68

Veranstaltungsort: Karlsruhe

Die Deutsche Cadre-47/2-Meisterschaft 1967/68 ist eine Billard-Turnierserie und fand vom 5. bis zum 7. Januar 1968  in Karlsruhe zum 41. Mal statt.

## Geschichte
Nachdem das Clublokal des Karlsruher Billardclubs 35 für die Fernsehübertragung in ein Fernsehstudio umgebaut wurde, startete die 41. Deutsche Meisterschaft im Cadre 47/2. Bereits nach der zweiten Runde musste Günter Siebert für eine Halsopration ins Krankenhaus eingeliefert werden. Die dritte Runde startete zunächst ohne Siebert. Nach der Meldung aus dem Krankenhaus, dass Siebert das Turnier fortsetzen kann, wurde die Runde beendet. Siebert zeigte sich gut erholt und schlug den Turnierfavoriten Dieter Müller mit 400:210 in 10 Aufnahmen. Er musste aber die nächsten Nächte im Krankenhaus verbringen. Im weiteren Turnierverlauf zeigte Müller dann keine Schwächen mehr und siegte am Ende hochverdient vor dem Münchener Peter Sporer und dem erstmals an einer Cadre 47/2-DM teilnehmenden Klaus Hose.

## Turniermodus
Das ganze Turnier wurde im Round-Robin-System bis 400 Punkte mit Nachstoß gespielt. Bei MP-Gleichstand wurde in folgender Reihenfolge gewertet:
1. MP = Matchpunkte
2. GD = Generaldurchschnitt
3. HS = Höchstserie

## Abschlusstabelle
| MP    | Match Points (Sieger = 2; Unentschieden = 1; Verlierer = 0) |
| Pkte. | Erzielte Karambolagen                                       |
| Aufn. | Benötigte Versuche                                          |
| GD    | Generaldurchschnitt                                         |
| BED   | Bester Einzeldurchschnitt eines Spielers                    |
| HS    | Höchstserie                                                 |
|       | Bester GD des Turniers                                      |
|       | Bester ED des Turniers                                      |
|       | Beste HS des Turniers                                       |
|       | 1. Platz (Gold)                                             |
|       | 2. Platz (Silber)                                           |
|       | 3. Platz (Bronze)                                           |

| Klassement                 | Klassement                               | Klassement | Klassement | Klassement | Klassement | Klassement | Klassement |
| Platz                      | Name                                     | MP         | Pkte.      | Aufn.      | GD         | BED        | HS         |
| -------------------------- | ---------------------------------------- | ---------- | ---------- | ---------- | ---------- | ---------- | ---------- |
| 1                          | Dieter Müller (Berlin)                   | 12:2       | 2610       | 77         | 33,89      | 66,66      | 359        |
| 2                          | Peter Sporer (München)                   | 10:4       | 2530       | 101        | 25,04      | 36,36      | 171        |
| 3                          | Klaus Hose (Bochum)                      | 10:4       | 2333       | 127        | 18,37      | 28,57      | 139        |
| 4                          | Günter Siebert (Unna)                    | 8:6        | 2531       | 112        | 22,59      | 40,00      | 158        |
| 5                          | Ewald Kajan (Duisburg)                   | 6:8        | 2398       | 116        | 20,67      | 26,66      | 164        |
| 6                          | Hartmut Burwig (Berlin)                  | 6:8        | 2187       | 108        | 20,25      | 28,57      | 125        |
| 7                          | Walter Mühlan (Dortmund)                 | 2:12       | 1772       | 120        | 14,76      | 20,00      | 150        |
| 8                          | Matthias Metzemacher (Bergisch Gladbach) | 2:12       | 1877       | 135        | 13,90      | 25,00      | 108        |
| Turnierdurchschnitt: 20,35 |                                          |            |            |            |            |            |            |